# Tristaniopsis merguensis
Tristaniopsis merguensis är en myrtenväxtart som först beskrevs av William Griffiths, och fick sitt nu gällande namn av Peter G.Wilson och John Teast Waterhouse. Tristaniopsis merguensis ingår i släktet Tristaniopsis och familjen myrtenväxter.

## Underarter
Arten delas in i följande underarter:
- T. m. merguensis
- T. m. tavaiensis